# Rashed Al Hooti
Rashed Khalil Ebrahim Talha Khalil Al Hooti (24 dicembre 1989) è un calciatore bahreinita, difensore dell'Al-Busaiteen e della Nazionale di calcio del Bahrain.

## Carriera

### Club
Ha sempre giocato nella prima divisione del Bahrein.

### Nazionale
Ha esordito in nazionale nel 2010. Ha partecipato alla Coppa d'Asia del 2011 ed a quella del 2015.

## Palmarès

### Competizioni internazionali
- AFC Cup: 1

Al-Muharraq: 2021